# Dendrobium sulcatum
Hoàng thảo thủy tiên dẹt hay kiều dẹt, tên khoa học là Dendrobium sulcatum, là một loài lan trong chi Lan hoàng thảo. Cây được tìm thấy rất nhiều ở Thái Lan, Lào và Nam Trung Quốc Đông dãy Himalaya ở độ cao từ 500 đến 1000 mét

## Mô tả
Cây có giả hành dẹt cao khoảng 25–40 cm, lá hình trứng, mỏng và có màu xanh đậm, giả hàng có nhiều rãnh dọc, rễ nhỏ mọc thành chùm, hoa nở vào cuối mùa xuân với nhiều hoa rộng 2.5 cm màu vàng tươi. Hoa có mùi thơm. với nhiều chùm hoa, rủ ngắn thành từng chùm rất đẹp

## Nuôi trồng
Do cây có rễ nhỏ nên trồng trong chậu có nhiều lỗ với giá thể là dớn vụn và vỏ thông đã qua xử lý (dớn ngâm nước vôi khoảng 1 tuần, vỏ thông ngâm nước đến khi chim xưống dưới đáy), duy trì độ ẩm khoảng 60-70%, ẩm nhưng không được ứ đọng nước vì cây dễ bị thối. Bên dưới chậu lót vỏ thông to cỡ ngón chân cái để thông thoáng chậu, bên trên bỏ thêm dớn vụn. Khi trồng cố định gốc chắc chắn, ko bị đung đưa khi có gió. trồng ở chỗ mát, có gió lưu thông, 5-7 ngày phun thuốc kích rễ 1 lần. Sau khi cây đã ra rễ và mầm non, rãi một ít phân tan chậm 14-13-13+te (rải xa gốc), nửa tháng phun phân hữu cơ (phân cá, rong biển) liều 1cc/1l nước và phân trung, vi lượng một lần. Loại này lá mỏng nên chỉ trồng trong mát, ánh sáng 50% vá lá khá đẹp nên hay bị côn trùng cắn phá nên phải phòng côn trùng bằng thuốc fendona mỗi tháng một lần. Cây ưu ẩm nhưng cần thoáng gió nếu không sẽ bị thối mầm. Trước khi vào mùa hoa, phun phân 19-31-17+te: 1g + root plex: 1cc pha cho 1l nước, phun 3 lần, mỗi lần cách nhau 3 ngày và phun phân vào buổi sáng. Trước khi tưới phân tưới nước trước 15', sau 4 tiếng tưới nước đẫm lại.